# Produkt (fabrikation)
 For alternative betydninger, se Produkt. (Se også artikler, som begynder med Produkt)
Et produkt er en fremstillet vare; men i videre betydning bruges produkt også om tjenesteydelser.
Et produkt er en fabrikeret enhed som resultat af en forarbejdningsproces. Latin producere ~ fremstille.